# Erythrodiplax castanea
Erythrodiplax castanea är en trollsländeart som först beskrevs av Hermann Burmeister 1839.  Erythrodiplax castanea ingår i släktet Erythrodiplax och familjen segeltrollsländor. Inga underarter finns listade i Catalogue of Life.